# Allactaga bullata
Allactaga bullata е вид бозайник от семейство Тушканчикови (Dipodidae).

## Разпространение
Видът е разпространен в Китай (Вътрешна Монголия, Гансу и Синдзян) и Монголия.